# 23 Весов c
23 Весов c — экзопланета, похожая на Юпитер, открытая в 2009 году на орбите звезды 23 Весов, уже на тот имевшей известную планету (23 Весов b). Планета отличается одной из самых протяжённых орбит среди экзопланет, открытых методом Доплеровской спектроскопии. Орбитальный период этой планеты колеблется от 4600 до 5400 дней (от 12,5 до 15 лет). Причина, по которой диапазон ошибок для орбитального периода настолько велик, заключается в том, что эта планета ещё не завершила орбиту за время наблюдений. С учётом диапазона орбитальных периодов, среднее расстояние этой планеты будет где-то между 5,3 и 6,3 астрономическими единицами.